# 北洲子镇
北洲子镇，是中华人民共和国湖南省益阳市南县下辖的一个乡镇级行政单位，前身是北洲子农场。
1958年，大通湖农场设北洲子分场。1962年改称第11、12分场。同年，中共湖南省委批准，将大通湖农场拆分为三个农场，即大通湖、北洲子、金盆，均为省管国营农场。大通湖农场第11、12分场划归北洲子农场。1963年4月，农场与南县华阁公社农民发生纠纷、打斗。南县与农场协商后，农场将舵杆洲等湖洲水面转让华阁公社管理。一部分湖洲水面后被划给沅江县。1969年，撤消湖南省农垦局。1970年元月，大通湖、北洲子等农场改属益阳地区农场管理局，行政级别降为副县处级。1978年，湖南省农场管理局成立。原省属农场受省政府、地方政府双重领导。1986年，与原省属国营农场一起恢复县（处）级建制。2000年，益阳将大通湖、北洲子、金盆、千山红等国营农场改为镇，设立大通湖管理区。

## 行政区划
北洲子镇下辖以下地区：
宏发社区、银辉社区、向东村、顺河村、百利村、科旺村、长湖村、永兴村、马排村、东红村、向阳村、民乐村、龙河村、大湾村、中岭村和北胜村。